# Crotone
Crotone (grekiska: Κρότων; latin: Crotona) är en kommun och stad i Kalabrien i Italien. Staden hette Cotrone från medeltiden fram till 1928, då namnet ändrades till Crotone. 1996 blev staden huvudort i den nya provinsen Crotone. Kommunen hade 63 149 invånare (2017).

## Historia
Staden grundades cirka 710 f.Kr. av grekiska kolonisatörer från Achaia eller Sparta, och fick namnet Kroton (grekiska Κρωτονας). Kroton var en av de mest blomstrande kolonierna i Magna Graecia, och var även berömd för sina visa lagar. Pythagoras grundade cirka 530 f.Kr. i staden en skola som fick stort inflytande på dess utveckling. Bland hans elever fanns filosofen, matematikern och astronomen Filolaios. I Kroton ägnade man sig ivrigt åt gymnastik och atletik, och den berömde brottaren Milon härstammade från staden.
År 510 f.Kr. lyckades Kroton besegra och förstöra sin medtävlarinna, det närbelägna Sybaris. Men ett ej långt därefter lidet nederlag i kriget mot lokrer bröt stadens krafter, så att den under följande tider blott kunde göra svagt motstånd mot Dionysios d.ä., Agathokles, Pyrrhus m.fl.
Under andra puniska kriget (218-201 f.Kr.) erövrades den av Hannibal och var för honom en viktig vapenplats. Sedan den kommit i romarnas våld förlades dit (194 f.Kr.) en romersk koloni.